# Callihormius longicaudatus
Callihormius longicaudatus är en stekelart som först beskrevs av Nettleton 1938.  Callihormius longicaudatus ingår i släktet Callihormius och familjen bracksteklar. Inga underarter finns listade.